# Грађевинско-архитектонски факултет Универзитета у Нишу
Грађевинско-архитектонски факултет је високошколска установа у саставу Универзитета у Нишу. Обавља студије првог, другог и трећег степена, као и студије за иновацију знања и стручног образовања из области грађевине и архитектуре.

## Историја
Технички факултета у Нишу основан је 1. октобра 1960. године, чиме су створени услови за почетак високошколске наставе из области електронике, машинства и грађевине.
- 1968. године Електронски одсек Техничког факултета прераста у Електронски факултет
- 1971. године Машински и Грађевински одсек Техничког факултета постају посебни факултети

## Катедре
- Катедра за математику, физику и информатику
- Катедра за материјале и конструкције
- Катедра за саобраћајнице
- Катедра за техничку механику и теорију конструкцију
- Катедра за грађевинску геотехнику
- Катедра за хидротехнику
- Катедра за водопривреду
- Катедра за зграде за становање
- Катедра за конструкције и конструкцијске системе системе архитектонских објеката
- Катедра за урбанизам и просторно планирање
- Катедра за пројектовање јавних зграда
- Катедра за визуелне комуникације